# Geophis nigroalbus
Geophis nigroalbus är en ormart som beskrevs av Boulenger 1908. Geophis nigroalbus ingår i släktet Geophis och familjen snokar. Inga underarter finns listade i Catalogue of Life.
Denna orm förekommer i Colombia i bergstrakten Cordillera Occidental. Arten lever i regioner mellan 1350 och 1700 meter över havet. Habitatet utgörs av fuktiga skogar. Honor lägger ägg.
Vid skogarnas kanter hölls betande djur vad som medför att delar av skogen försvinner. Denna orm är ganska sällsynt. IUCN listar arten som nära hotad (NT).